# Велле (Нижняя Саксония)
Велле (нем. Welle) — община в Германии, в земле Нижняя Саксония.
Входит в состав района Харбург. Подчиняется управлению Тоштедт. Население составляет 1225 человек (на 31 декабря 2010 года). Занимает площадь 19,93 км².